# La Pobla de Montornès
La Pobla de Montornès település Spanyolországban, Tarragona tartományban. La Pobla de Montornès Bonastre, Creixell, Torredembarra, Altafulla, La Nou de Gaià és Vespella de Gaià községekkel határos. Lakosainak száma 3329 fő (2024).

## Népesség
A település népessége az elmúlt években az alábbi módon változott:
| Lakosok száma | 192  | 1148 | 824  | 780  | 804  | 1882 | 2852 | 2860 | 2839 | 3329 |
|               | 1717 | 1887 | 1936 | 1960 | 1986 | 2004 | 2009 | 2014 | 2019 | 2024 |